# Cryodraco atkinsoni
Cryodraco atkinsoni is een straalvinnige vissensoort uit de familie van krokodilijsvissen (Channichthyidae). De wetenschappelijke naam van de soort is voor het eerst geldig gepubliceerd in 1914 door Regan.